# Maurice Rinfret
Pour les articles homonymes, voir Rinfret.
Maurice Rinfret (6 mars 1915-26 décembre 1967) est un homme d'affaires, négociant et homme politique fédéral du Québec.

## Biographie
Né à Montréal, Maurice Rinfret commença sa carrière politique par une défaite électorale dans la circonscription de Saint-Jacques en 1958. Il fut élu député du Parti libéral du Canada dans la circonscription de Saint-Jacques lors des élections de 1962. Réélu en 1963 et en 1965, il est mort en fonction en 1967.
Durant sa carrière politique, il a été whip du Parti libéral et assistant du whip en chef du gouvernement de 1963 à 1967.